# Armando Grottini
Armando Grottini, né le 22 juin 1909 à Rome dans la région du Latium et mort le 9 décembre 2001 dans la même ville, est un réalisateur, producteur de cinéma, scripte et scénariste italien. Il a réalisé quatre films au cours de sa carrière, dont deux sous les pseudonymes d'Armando Ingegnero et Armando Zorri.

## Biographie
Il entre dans le monde du cinéma en 1939. Il travaille d'abord comme scripte avant de devenir assistant-réalisateur et de collaborer avec Mario Mattoli, Carmine Gallone, Guido Brignone, Giorgio Ferroni, Giorgio Pàstina ou Pino Mercanti.
Il passe seul à la réalisation avec le drame La figlia del peccato réalisé sous le pseudonyme d'Armando Ingegnero en 1949. Il signe ensuite le drame napolitain Carcerato sous le pseudonyme d'Armando Zorri en 1951, suivi par le drame sentimental Rimorso l'année suivante, avec Otello Toso, Maria Grazia Francia, Mirko Ellis et Tina Pica. En 1953, il réalise son quatrième et dernier film, le mélodrame musical ...e Napoli canta! marqué par le premier rôle au cinéma de Virna Lisi, qui donne dans ce film la réplique à Giacomo Rondinella, Tecla Scarano, Beniamino Maggio (it) et Germana Paolieri (it).
À partir de 1953, il devient directeur de production, collaborant avec Giorgio Simonelli, Giorgio Bianchi, Mario Bonnard, Mario Soldati, Mario Costa, Pietro Francisci, Siro Marcellini, Gian Paolo Callegari ou Vittorio Sala. Il travaille ensuite dans l'univers de la télévision.
Il décède à Rome en 2001 à l'âge de quatre-vingt douze ans.

## Filmographie

### Comme réalisateur
- 1949 : La figlia del peccato (it) (sous le pseudonyme d'Armando Ingegnero)
- 1951 : Carcerato (sous le pseudonyme d'Armando Zorri)
- 1952 : Rimorso
- 1953 : ...e Napoli canta!

### Comme assistant-réalisateur
- 1945 : La vie recommence (La vita ricomincia) de Mario Mattoli
- 1945 : Le Chant de la vie (Il canto della vita) de Carmine Gallone
- 1946 : Devant lui tremblait tout Rome (Avanti a lui tremava tutta Roma) de Carmine Gallone
- 1946 : Une jeune fille sage (Biraghin) de Carmine Gallone
- 1947 : Il fiacre n. 13 de Mario Mattoli
- 1947 : I due orfanelli de Mario Mattoli
- 1949 : Il bacio di una morta de Guido Brignone
- 1949 : Marechiaro de Giorgio Ferroni
- 1949 : J'étais une pécheresse (Ho sognato il paradiso) de Giorgio Pàstina
- 1950 : Santo disonore de Guido Brignone
- 1951 : La vendetta di una pazza de Pino Mercanti

### Comme producteur
- 1950 : Il nido di falasco de Guido Brignone
- 1953 : ...e Napoli canta!
- 1954 : Accadde al commissariato de Giorgio Simonelli
- 1955 : Buonanotte... avvocato! de Giorgio Bianchi
- 1955 : Accadde al penitenziario de Giorgio Bianchi
- 1956 : Questa è la vita d'Aldo Fabrizi, Giorgio Pàstina, Mario Soldati et Luigi Zampa
- 1956 : Mi permette, babbo! de Mario Bonnard
- 1957 : Italia piccola de Mario Soldati
- 1957 : Arrivano i dollari! de Mario Costa
- 1960 : La Charge de Syracuse (L'assedio di Siracusa) de Pietro Francisci
- 1960 : Meravigliosa de Siro Marcellini et Carlos Arévalo
- 1960 : La Reine des Amazones (La regina delle Amazzoni) de Vittorio Sala
- 1962 : Ponce Pilate (Ponzio Pilato) de Gian Paolo Callegari et Irving Rapper
- 1962 : Les Don Juan de la Côte d'Azur (I Don Giovanni della Costa Azzurra) de Vittorio Sala
- 1963 : Vino, whisky e acqua salata de Mario Amendola
- 1976 : La ragazza dalla pelle di corallo d'Osvaldo Civirani

### Comme scénariste
- 1960 : Meravigliosa de Siro Marcellini et Carlos Arévalo

### Comme scripte
- 1939 : Una moglie in pericolo de Max Neufeld
- 1941 : Les Fiancés (I promessi sposi) de Mario Camerini